# Sikole
Sikole (en serbe cyrillique : Сиколе) est un village de Serbie situé dans la municipalité de Negotin, district de Bor. Au recensement de 2011, il comptait 599 habitants.

## Démographie
| 1948  | 1953  | 1961  | 1971  | 1981  | 1991  | 2002 | 2011 |
| ----- | ----- | ----- | ----- | ----- | ----- | ---- | ---- |
| 1 777 | 1 753 | 1 765 | 1 543 | 1 372 | 1 070 | 838  | 599  |

|  |